# Toontastic!
Toontastic er det andet studiealbum fra den danske bubblegum dancegruppe Cartoons. Det blev udgivet i 2000 og blev gruppens sidste studiealbum.
Albummet nåede #7 på Hitlisten i Danmark, men nåede slet ikke forgængerens enorme internationale popularitet. Albummets største hit blev "Diddley-Dee" der kom ind i Top 50 i Sverige og Italien.

## Spor
1. "Intro" - 0:34
2. "Diddley-Dee" - 3:00
3. "Little Red Ridinghood" - 3:23
4. "Chirpy Chirpy Cheep Cheep" - 3:20
5. "Mama Loo" - 3:20
6. "Alehla" - 3:04
7. "Hippie From Mississippi" - 3:36
8. "Breaking Up IS Hard To Do" - 2:45
9. "Big Coconuts" - 3:23
10. "Eany Meany" - 3:40
11. "Shooby Dooby Baby" - 3:08

## Singler
| År                          | Titel          | Højeste hitlisteplacering | Højeste hitlisteplacering | Højeste hitlisteplacering | Højeste hitlisteplacering | Højeste hitlisteplacering | Højeste hitlisteplacering | Højeste hitlisteplacering | Højeste hitlisteplacering | Højeste hitlisteplacering | Højeste hitlisteplacering | Certificeringer |
| År                          | Titel          | AUS                       | BEL                       | DAN                       | FRA                       | IRE                       | ITA                       | NLD                       | NZ                        | SWE                       | UK                        | Certificeringer |
| --------------------------- | -------------- | ------------------------- | ------------------------- | ------------------------- | ------------------------- | ------------------------- | ------------------------- | ------------------------- | ------------------------- | ------------------------- | ------------------------- | --------------- |
| 2000                        | "Diddley-Dee"  | —                         | —                         | —                         | —                         | —                         | 40                        | —                         | —                         | 46                        | —                         |                 |
| 2000                        | "Mama-Loo"     | —                         | —                         | —                         | —                         | —                         | —                         | —                         | —                         | —                         | —                         |                 |
| 2001                        | "Big Coconuts" | —                         | —                         | —                         | —                         | —                         | —                         | —                         | —                         | —                         | —                         |                 |
| "—" nåede ikke hitlisterne. |                |                           |                           |                           |                           |                           |                           |                           |                           |                           |                           |                 |